# 布鲁诺·蒙蒂
布鲁诺·蒙蒂（義大利語：Bruno Monti，1930年6月12日—2011年8月16日），意大利男子自行车运动员。他曾代表意大利参加1952年夏季奥林匹克运动会自行车比赛，获得男子团体公路赛银牌。